# Milíč I. ze Švábenic
Milič I. ze Švábenic (před 1226 – po 1238) byl český šlechtic a první doložený předek rodu Švábenických ze Švábenic.

## Život
Poprvé se připomíná roku 1226, kdy vystupoval na listině Přemysla Otakara I. jako králův podčeší. V listopadu 1228 se Milíč objevil na dalších dvou listinách Přemysla Otakara I. V roce 1233 poprvé vystupoval ve funkci purkrabího významného hradu v Hradci nad Moravicí. Koncem ledna 1238 v Hulíně Milíč svědčil na listině moravského markraběte Přemysla. S Přemyslem se následně vydal do Prahy, kde je zmíněn k 30. březnu 1238. Milíč tehdy zastával úřad stolníka. 
Zemřel patrně někdy na konci roku 1239 nebo brzy poté, protože zcela zmizel z pramenů. Byl otcem Idíka I., Milíče II. a Slavibora ze Švábenic, které díky svým kontaktům uvedl do vysoké společnosti.